# 普羅米修斯的造物
普羅米修斯的造物（德語：Die Geschöpfe des Prometheus）是貝多芬第43號作品，作於1801年的芭蕾配樂，劇本由薩爾瓦托雷·維加諾所著。這是貝多芬僅有的長篇芭蕾音樂作品，完筆同年的3月28日，在維也納城堡劇院舉行首演。1808年6月14日前往紐約演出，此作是美國觀眾最早認識的貝多芬長篇作品之一。

## 外部連結
- 普羅米修斯的造物：国际乐谱典藏计划上的乐谱